# Central hidroelèctrica de Pont de Rei
La Central hidroelèctrica de Pont de Rei està situada al terme municipal de Canejan, a la comarca de la vall d'Aran. Fou inaugurada el 1960 per la Sociedad Productora de Fuerzas Motrices, empresa que en aquell moment ja estava integrada dintre de FECSA. La producció anual mitja és de 119,3 GWh. L'actual titular de la central (2025) és Endesa, subsidiària de la multinacional italiana Enel.

## Components de la central

### Captació
A la sortida de Bossost, a 698 metres d'altitud, la presa de Cledes deriva l’aigua  deriva l’aigua de la Garona cap un canal a la dreta del riu. La presa de Cledes es va començar-se a construir al 1920 per a donar aigua a l’antiga central hidroelèctrica de Cledes, que va deixar de funcionar al 1960, quan va entrar en funcionament la de Pont de Rei. Les aigües són conduïdes a través d’un canal soterrat de 7.910 metres de longitud, 3,10 metres de profunditat i 3,50 metres d’amplada, fins al barratge de Toran-Pont de Rei. Aquest embassament, amb una capacitat útil de 154.100 m³, rep aigua del canal de derivació procedent de la Garona, així com del riu de Toran i de l'aigua turbinada per la central hidroelèctrica de Sant Joan de Toran, situada al costat de l'embassament. L'embassament es troba a una altitud de 698 metres.

### Central
La central és de caverna: els grups generadors es troben instal·lats dins una galeria excavada a la muntanya, a tocar de la N-230 i de la frontera amb França. Disposa de dos grups bessons constituïts per dues turbines tipus Francis de la casa Neyrpic. Els alternadors foren construïts per General Electric, amb una potència nominal de 24.000 kVA i una tensió de sortida de 10.500 V. Les turbines hidràuliques aboquen  les aigües al riu Garona, aigües avall de la bassa del Plan d’Arrem, que alimenta la central d’Hòs, propietat d’Électricité de France.
L’energia generada per la central s’envia a la subestació elèctrica de la central de Bossòst, la qual la reenvia a la subestació de la central d'Arties. El 2014 i 2015 es va renovar tecnològicament la central i també la subestació elèctrica, que es troba en el mateix recinte.

## Resum característiques i producció
|                             | Central hidroelèctrica de Pont de Rei   |
| Any posada en marxa         | 1960                                    |
| Construïda per              | Sociedad Productora de Fuerzas Motrices |
| Operada per                 | Endesa                                  |
| Salt                        | Pont de Rei                             |
| Altitud                     | 698,00 metres                           |
| Desnivell                   | 113,84 metres                           |
| Cabal d'aigua nominal       | 24,9 metres cúbics/segon                |
| Sala de màquines            |                                         |
| Altitud                     | 584,40 metres                           |
| Nombre de grups             | 1                                       |
| Turbines per grup           | 2 turbines Francis d'eix vertical       |
| Potencia instal·lada total  | 46,4 MW                                 |
| Producció mitja total anual | 119,3 GWh                               |